# Zamu
Zamu (sumerisch za-mu; akkadisch za(g)mukku, Grenze des Jahres; reš šatti, Beginn des Jahres) bezeichnete im Ur-III-Kalender einerseits die jeweiligen Neujahrsfeste der Tempelgottheiten und andererseits während der Ur-III-Zeit im Normalkalender den Neujahrsmonat. Die Ansetzung der za-mu-Feste hinsichtlich des Kultkalenders stützte sich auf die Festmonate der jeweiligen lokalen Tempelgötter und war wiederum an den Mondkalender gebunden. 
Jedes Neujahrsfest des Kultkalenders stellte automatisch das Hauptfest des Ortes dar, in welchem die jeweilige Stadtgottheit einen Tempel besaß. Eine einheitliche Terminfestsetzung war während der Ur-III-Zeit in Sumer nicht gegeben. Inhaltlich ging es bei den za-mu-Festen um die jährliche Machterneuerung der Gottheiten im Verbund mit dem regierenden König.